# Кампания на Соломоновых островах
Кампания на Соломоновых островах (англ. Solomon Islands campaign, яп. ソロモン諸島の戦い) — одна из основных кампаний на тихоокеанском театре военных действий во время Второй мировой войны.
Кампания началась с высадки японского десанта и оккупации значительных территорий Британских Соломоновых островов и острова Бугенвиль в течение первых шести месяцев 1942 года. Сразу после оккупации японцы развернули масштабное строительство морских и авиационных баз с целью подготовить плацдарм для наступления на Новую Гвинею и создать защитный барьер для своей основной военной базы в Рабауле, Новая Британия.
Союзники, оберегая свои коммуникации и линии поставок в южной части Тихого океана, организовали контрнаступление в Новой Гвинее, изолировали японскую базу в Рабауле и контратаковали японцев 8 августа 1942 года на Соломоновых островах с высадками в Гуадалканале и малых прилегающих островах. Эти высадки повлекли за собой серию сражений на суше и на море между противниками, начиная с десанта в Гуадалканале и продолжились рядом столкновений в центральных и северных Соломонах, на острове Нью-Джорджия и его окрестностях, на Бугенвиле.
В ходе кампании на истощение боевые действия велись на земле, море и в небе, союзники измотали японцев, нанеся им невосполнимые потери в военных силах и средствах. Часть островов была отвоёвана, хотя сопротивление на них продолжалось до конца войны, часть японских позиций была изолирована и нейтрализована, а войска оттуда выведены. На поздних этапах кампания на Соломоновых островах объединяется с Новогвинейской кампанией.

## Общий фон

### Оперативно-стратегическая ситуация
7 декабря 1941 года, после провала в переговорах с США по действиям Японии в Китае и Французском Индокитае, японцы атаковали Тихоокеанский флот ВМС США в гавайском Пёрл-Харборе. Налёт привёл к повреждению большинства линкоров флота и ознаменовал начало состояния войны между двумя нациями. Нападение на владения Британской империи, начавшееся с удара по Гонконгу, произошло практически одновременно с атакой на Пёрл-Харбор и втянуло в конфликт Великобританию, Австралию и Новую Зеландию. Вступая в эту войну, своими основными задачами японское руководство считало: нейтрализация американского флота, захват территорий богатых полезными ископаемыми и организация крупных военных баз для защиты своей обширной империи. Эти цели чётко определялись в секретном приказе № 1 Объединённого японского флота, датировавшегося 1 ноября 1941 года:
…изгнать британские и американские силы из Голландской Ост-Индии и установить политику автономной самостоятельности и экономической независимости
В первые шесть месяцев войны Японская империя добилась выполнения своих первичных стратегических целей, захватив Филиппины, Таиланд, Британскую Малайю, Сингапур, Голландскую Ост-Индию, острова Уэйк, Новая Британия, Гилберта и Гуам. Следующей задачей японцев было установить эффективный защитный периметр от Британской Индии на западе, через Голландскую Ост-Индию на юге, до островных баз в южном и центральном Тихом океане как юго-восточной границы обороны. Основным опорным пунктом японской армии и флота в южной части Тихого океана был Рабаул, захваченный в январе 1942 года. В марте-апреле японские силы оккупировали Бугенвиль и приступили к строительству лётного поля и морской базы в Буине в южной части острова, а также аэродрома на острове Бука к северу от Бугенвиля.

### Японское наступление на Соломоновых островах
На апрель 1942 года было запланировано проведение совместной операции японской армии и флота по оккупации Порта-Морсби в Новой Гвинее, под кодовым названием «Мо». Одной из составляющих этого плана была военно-морская операция по захвату острова Тулаги из состава южных Соломонов. Таким образом японцы стремились расширить свой южный периметр и основать новые военные базы для дальнейшего наступления и овладения островами Науру, Банаба, Новая Каледония, Фиджи и Самоа, чтобы перерезать транспортные пути сообщения между США и Австралией, и в перспективе покорить или уничтожить Австралию, как угрозу японским позициям в южной части Тихого океана. Японский флот также предлагал возможное вторжение в Австралию, но армия докладывала о текущем недостатке войск для осуществления данной операции.
Военно-морские силы Японии благополучно завоевали Тулаги, однако их вторжение в Порт-Морсби было отменено из-за поражения в битве в Коралловом море. Вскоре после этого японский флот организовал небольшие гарнизоны на северных и центральных Соломоновых островах. Месяц спустя Объединённый флот империи потерял 4 авианосца в сражении у атолла Мидуэй.
Союзники противопоставили угрозам Австралии наращивание войск и авиатехники. В марте 1942 года руководитель военно-морскими операциями флота США Эрнест Кинг выступил в поддержку наступления от Новых Гебрид через Соломоновы острова к архипелагу Бисмарка. Вслед за победой на атолле Мидуэй, генерал Дуглас Макартур, принявший командование союзными войсками в юго-западном тихоокеанском регионе, предложил нанести молниеносный удар по Рабаулу, укреплённой японской операционной базе. Американский флот настаивал на более постепенном наступлении от Новой Гвинеи к цепочке Соломоновых островов. Все эти встречные предложения адмирал Кинг и начальник генштаба генерал Маршалл претворили в трёхступенчатый план боевых действий. Первой задачей был захват острова Тулаги из состава архипелага Соломонов. Второй ступенью было наступление вдоль новогвинейского побережья. Третьей целью являлось взятие Рабаула.
Реализация первой ступени плана выразилась в виде директивы Объединенного комитета начальников штабов от 2 июля 1942 года о проведении операции «Уотчтауэр», начав тем самым следующую фазу кампании на Соломоновых островах.

## Ход кампании

Расположение рэков в проливе Железное дно

Союзники сформировали сводное военно-воздушное соединение Cactus Air Force, добившись господства в небе в дневное время суток. Японцы ответили скоростными ночными поставочными рейсами, которые они прозвали «Крысиной транспортировкой» (а союзники — «Токийским экспрессом») через пролив Нью-Джорджия (прозванном «Щель»). Происходили многочисленные боестолкновения в попытках пресечь этот японский канал поставок. В течение Гуадалканалской кампании обе стороны понесли столь большие потери в кораблях, что южная конечность пролива Нью-Джорджия, изначально называвшаяся пролив Саво, стала известна как пролив Железное дно.
Успехи союзников на Соломоновых островах оградили Австралию и Новую Зеландию от опасности прекращения американских поставок. Операция «Катвил» — генеральная стратегия союзных войск в кампаниях в Новой Гвинее и на Соломоновых островах — началась 30 июня 1943 года, и привела к блокаде и нейтрализации Рабаула, а также свела к нулю превосходство японцев на море и в небе. Это открыло путь союзникам на Филиппины и позволило отрезать Японию от богатых природными ресурсами территорий Голландской Ост-Индии.
Кампания на Соломоновых островах достигла своей наивысшей точки в ожесточённых боях Бугенвильской кампании, которая продолжалась до конца войны.

## Комментарии
1. 1 2  Цифры включают персонал, погибший по всем причинам, включая боевые действия, болезни и несчастные случаи. В число затонувших кораблей входят военные и вспомогательные корабли. Уничтоженные самолеты включают как боевые, так и эксплуатационные потери.